# چن شینگشو
چن شینگشو (چینی ساده: 陈星旭; پین‌یین: Chén Xīngxù؛ زادهٔ ۳۱ مارس ۱۹۹۶) بازیگر چینی است. او به خاطر ایفای نقش گو شیائو/لی چنگ‌یین در خداحافظ پرنسس من (۲۰۱۹) شناخته می‌شود.

## اوایل زندگی و تحصیلات
چنگ شینگشو زادهٔ ۳۱ مارس ۱۹۹۶ در شنیانگ، لیائونینگ، چین است. او توسط یک استعدادیاب در پارک زمانی که سه ساله بود، شناخته شد و عکسبرداری تبلیغاتی را آغاز کرد. او اولین سریال تلویزیونی خود را در سن ۴ سالگی بازی کرد.
چن شینگشو در سال ۲۰۱۴ در دپارتمان اجرا (دپارتمان بازیگری) آکادمی مرکزی تئاتر ثبت نام کرد و در سال ۲۰۱۸ فارغ‌التحصیل شد.